# 世界・焱の博覧会
世界・焱の博覧会（せかい・ほのおのはくらんかい）は、1996年（平成8年）7月19日から同年10月13日まで開催された地方博覧会である。正式名称は「ジャパンエキスポ佐賀'96 世界・焱の博覧会」。
博覧会名称ロゴは「炎」ではなく、異字体の「焱」（「火」の品字様）が使用された。

## 概要

### 会場
佐賀県西松浦郡有田町及び西有田町に跨がって造成された有田会場をメインとして佐賀県内に3ヶ所の会場が設けられた他、同県内外の九州北部の陶磁器にゆかりのある地域や集客が見込まれる施設に地域サテライト会場が設けられた。地域サテライト会場については市町村名の後に主な会場の場所を記す。
主要会場
- 有田会場 - テーマ館他以下のパビリオンが設けられた。
  - 有田会場のパビリオン
    - テーマ館
    - 三県交流館（福岡県・佐賀県・長崎県）
    - 有田館 -ドリームファウンテン-
    - 佐賀きらめきランド
    - 農林水産館「自然おもしろシアター」
    - くらし・万華鏡館 （建設省・佐賀県・日本道路公団他）
    - 焱の宇宙館（佐賀銀行・久光製薬・戸上電機製作所・佐賀新聞社他、特別協賛・田崎真珠）
    - NECC&C不思議体験'96
    - 富士通電脳マルチメディアランド
    - 三洋電機ハイビジョン未来映像館
    - 三菱未来館
    - リコー三愛グループ「地球大好き館」
    - 三井・東芝館
    - Panasonic館
    - ウエルカム・ポストハウス
    - 味の素食の文化館
    - ふれあい造幣局
    - 日立グループ館
    - テクノ・夢体験館
    - トヨタグループ館 未来夢工房
    - フランスベッド館
    - ブラックライト・ファンタジア（九州電力）
    - ガスグループ館（西部ガス・鳥栖ガス・唐津ガス・伊万里ガス他県内のガス会社・団体）
    - NTTゆかいなメディア館
    - 大塚製薬館
    - 陶芸の里
    - MORINAGAエンゼル館

- 九州陶磁文化館会場 - 国内外から借り受けたやきものの展示が行われた。
- 吉野ヶ里サテライト会場
  - 吉野ヶ里館、江崎グリコ館他のパビリオンが設けられた。

地域サテライト会場
- 佐賀県内
  - 佐賀市 - どんどんどんの森
  - 唐津市 - 唐津市ふるさと会館・アルピノ
  - 伊万里市
  - 武雄市 - 飛龍窯及び周辺　※会期中に同市文化会館において「国際陶芸アカデミー（IAC）日本会議」が開催された。
- 福岡県
  - 福岡市 - アクロス福岡
  - 朝倉郡小石原村（現東峰村）
  - 田川郡赤池町（現福智町）
- 長崎県
  - 佐世保市 - 三川内地域・ハウステンボス
  - 東彼杵郡波佐見町

### その他
- 来場者数は約255万人。事前見込みの120万人を大きく上回った。
- キャッチフレーズは「燃えて未来」。
- マスコットキャラクターはやきもの窯の炎をモチーフにした「セラミー」。
- テーマソングは県出身・在住のミュージシャン木原慶吾による「燃えて未来へ」。
- 本博覧会の記念切手が1996年5月17日に九州地域に限定して発売された。
- 当時 ジャパンフットボールリーグ所属でJリーグ準会員だった鳥栖フューチャーズの胸スポンサーとして開催がアピールされていた。

## 交通
- 松浦鉄道は有田会場近くに西九州線の臨時駅「世界焱博駅」を設置した。営業期間は1996年7月1日から同年10月15日まで。

## 終了後
- 有田会場跡地（約12万3千m2）は再整備され、「歴史と文化の森公園」としてオープンした。公園内には博覧会テーマ館を転用した「焱の博記念堂」と岡本太郎作のモニュメントが残されている。
- マスコットキャラクターだった「セラミー」は、博覧会から20年後にあたる2016年に開催される「日本磁器誕生・有田焼創業400年事業」のマスコットキャラクターとして、2013年に復活。